# فيستستيلينجفيرف
فيستستيلينجفيرف Weststellingwerf  بلدية تقع في الشمال الهولندي، بمقاطعة فرايزلاند.

## طوبوغرافيا
خريطة طوبوغرافية هولندية لبلدية فيستستيلينجفيرف، 2013، (تقرأ بعد ثلاث نقرات على الخريطة).